# Padangpanjang
Padangpanjang – miasto w Indonezji na wyspie Sumatra w prowincji Sumatra Zachodnia.
W 2022 roku na powierzchni 23,6 km² mieszkało prawie 58 tys. ludzi. 
Leży w górach Barisan na wysokości 760 m n.p.m. u podnóży wulkanów Marapi i Singgalang. Ośrodek handlowy regionu rolniczego (uprawa ryżu, herbaty, kauczukowca); pozyskiwanie drewna.